# Anna Westin

För andra betydelser, se Anna Westin (radiopersonlighet).
Anna Westin, född den 28 november 1984, är en svensk illustratör. Hon har bland annat tecknat julkalendern för Sveriges Radio 2014 och har även tecknat karaktären Kapten Reko som finns på Skansen.
Anna Westin är utbildad på Sigtuna folkhögskola konstlinje, Nyckelviken färg och form och Informatiov Illustration på Mälardalens Högskola.